# 中村恵美
中村 恵美（なかむら えみ、1974年1月6日 - ）は、岡山県を拠点に活動している日本のフリーアナウンサー。

## 来歴
福岡県糟屋郡新宮町出身。福岡県立福岡高等学校、西南学院大学文学部国際文化学科卒業。
1997年に山陽放送（後のRSK山陽放送）に入社し、同期の武田博志、小林章子、阪上彰子とともに同局のアナウンサーになる。その後結婚を機に、2000年に同局を退社した。
フリーに転じてからは、岡山県内で講師業を主とする活動を展開している。山陽放送製作番組への出演も続けており、同局公式サイト内の「RSKアナウンサー・パーソナリティ一覧」には引き続き中村のプロフィールページが設けられている。
私生活では2児の母。

## 担当番組
特記のないデータは、すべて局アナnet（運営：JAT株式会社）に記載されているプロフィールからの参考。

### テレビ
- ハマイエてれび回覧板 - 中継リポーター[6]
- ぐるっと四国
- TAKE5
- 山陽TVイブニングニュース - キャスター
- 濱家輝男のサンデーブランチ
- ユタンポ[2]
- RSKイブニングニュース - キャスター
- 快適晴れの国[7]
- 晴れの国生き活きテレビ
- RSKイブニング5時 - 「住まいRU百科」リポーター

### ラジオ
- Coke Teens Club スクールデイズ LIVE!（NRN系列企画ネット番組）[6][8]
- サンデーベスト[8]
- ラジばたワイド おはようネットワーク - 金曜担当 → 木曜・金曜担当[9][10]
- ごきげん探偵団 Part III[2]
- どきどき！ラジオタウン - 火曜担当[7]
- 県民のみなさんへ
- 歌のない歌謡曲（JRN系列企画ネット番組）
- RSK音泉アワー
- 天神ワイド 朝 - 木曜担当[11]
- あもーれ!マッタリーノ
- 中村恵美のリアルおかやまRadio★Z